# Bürgerstiftung Isernhagen
Die Bürgerstiftung Isernhagen (BSI) ist eine 1998 gegründete Bürgerstiftung in Isernhagen.

## Geschichte
Die Stiftung wurde am 20. Juli 1998 von 28 Isernhagener Bürgern als „Stiftung Isernhagen“ im Zuge eines Festaktes im Rathaus Isernhagen gegründet. Wie bei vielen anderen Bürgerstiftungen war ihr Entstehen maßgeblich durch einen Vortrag des damaligen niedersächsischen Justizministers Christian Pfeiffer über seine Erfahrungen über Civic Engagement (Bürgerschaftliches Engagement) in den Vereinigten Staaten initiiert worden. Ursprünglich wurde vorgeschlagen, dass Bürger aus den Städten und Gemeinden des damaligen Landkreises Hannover im Jahre 1997 die Bürgerstiftung Hannover mitbegründen sollten. Der damalige Isernhagener Gemeinderatsvorsitzende Klaus-Dieter Mukrasch sowie Frau Gisela Hillebrand setzten sich allerdings vehement für die Gründung einer eigenen Stiftung ein. Isernhagen war zu diesem Zeitpunkt die einzige Gemeinde im Umland der ehemaligen Stadt Hannover, welche die Bildung einer eigenen Bürgerstiftung veranlasste. Die BSI gehört zu den fünf ältesten Bürgerstiftungen in Deutschland.

## Tätigkeit
Unter dem Motto „Wir tun Gutes“ fördert und unterstützt die Bürgerstiftung gemeinnützige Projekte und Maßnahmen, die in der Gemeinde Isernhagen in den Bereichen Jugend, Senioren, Kultur, Sport, Soziales, Heimatpflege, Natur und Umwelt durchgeführt werden. Mit ihnen soll dort geholfen werden, wo Bedürftige und Randgruppen Hilfe benötigen oder die der Integration von Randgruppen dienen. Allerdings tritt sie über die reine Förderung hinaus auch als Projektbetreiberin in Erscheinung. Im Jahre 2015 wurden rund 30 Projekte, vor allem in den Themenfeldern Bildung und Erziehung, Soziales sowie Kunst, Kultur und Heimat, gefördert. Einschließlich der von ihr verwalteten Treuhandstiftungen beträgt das Stiftungskapital derzeit (Januar 2016) rund 551.300 €. In Projekte wurden im Jahre 2014 rund 28.000 € investiert.

## Gremien
Die Gremien der Stiftung sind Vorstand, Stiftungsrat, Stifterversammlung und Arbeitskreise.
- Der Vorstand wird vom Stiftungsrat gewählt. Er führt und verwaltet die Stiftung.
- Der Stiftungsrat besteht aus 5 bis 11 Personen und wird von der Stiftungsversammlung gewählt. Er berät und beaufsichtigt den Vorstand.
- Die Stifterversammlung besteht aus den ihr auf Lebenszeit angehörenden Zustiftern. Die Stiftungsversammlung wählt den Stiftungsrat sowie die drei Ersatzmitglieder des Stiftungsrates. Sie hat ferner die Aufgabe, Grundsätze zur Vergabe der Fördermittel für die ausschließlich steuerbegünstigten Zwecke der Stiftung zu beschließen. Sie kann dem Vorstand Programme und Projekte vorschlagen und muss Beschlüssen zur Zweckänderung zustimmen.
- Arbeitskreise können vom Vorstand eingerichtet werden. Ihre Aufgaben sind insbesondere die Beratung der Stiftungsgremien, die Verwendung des zugewiesenen Budgets und die Durchführung von stiftungseigenen Projekten.

Die Bürgerstiftung Isernhagen entspricht den Kriterien für eine Bürgerstiftung, ist Mitglied im Bundesverband Deutscher Stiftungen und dort im Arbeitskreis Bürgerstiftungen vertreten.

## Förderprojekte
Schulprojekte

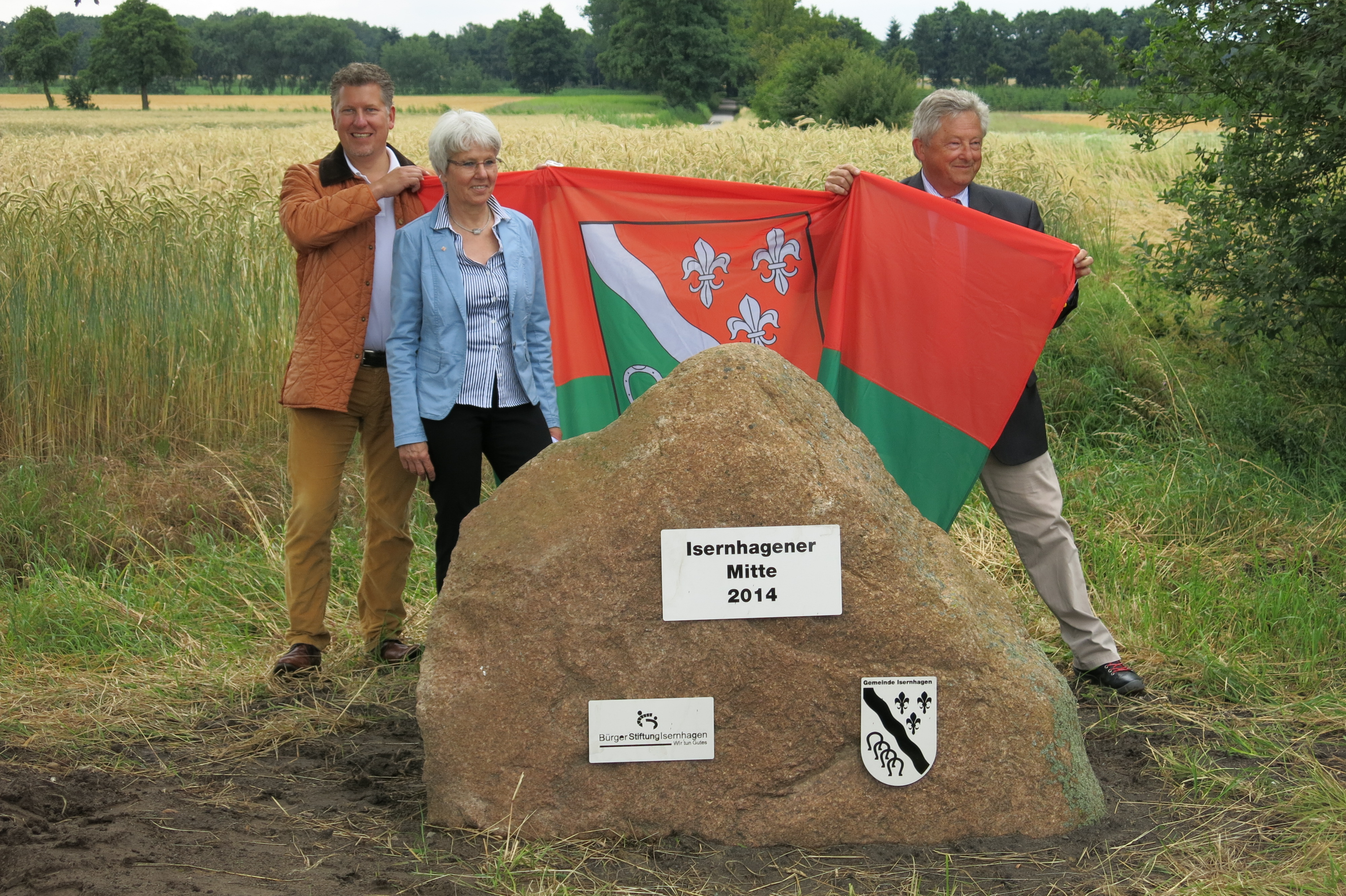
Enthüllung eines Findlings anlässlich der Einweihung der „Isernhagener Mitte“

Hierzu zählen die Hausaufgabenhilfe oder das Schulfrühstück an der Heinrich Heller Schule in Isernhagen. Weiterhin bekommen alle Schulanfänger einen Leseausweis, der Zugang zur Gemeindebibliothek ermöglicht sowie Hilfe bei der Schwimmausbildung. Auch musische Bildung wird gefördert. Hierunter fallen Zuschüsse für musisch veranlagte Kinder, deren Eltern die Kosten für die Musikschule nicht aufbringen können.
Soziale Projekte
Unterstützung für Mütter, Weihnachtswunschaktionen z. B. für Flüchtlingskinder, die Gabe von Weihnachtsgänsen an ausgesuchte Isernhagener und die Förderung der Isernhagener Tafel.
Themenfeld Kunst, Kultur, Heimat
Förderung von Musikdarbietungen, z. B. im Gymnasium Isernhagen, für ein Skulpturenforum in Isernhagen sowie die Gestaltung der „Mitte“ der sieben Isernhagener Ortsteile und das entsprechende Bürgerfest im Juni 2014 zum 40-jährigen Bestehen der Gemeinde in ihrer jetzigen Form.
Stipendien
Da zählen der Bodo-Herwig-Förderpreis, der für herausragende schulische Leistungen und bürgerschaftliches Engagement verliehen wird und das Raseneisenstein-Stipendium, das Schülern, aber auch Auszubildenden, für die Regelstudienzeit oder Ausbildungszeit einen festen monatlichen Betrag zur Verfügung stellt. Als Voraussetzung werden Kriterien wie finanzielle Situation, aber auch Leistungen und sichtbares soziales Engagement, herangezogen.
Senioren und Seniorenmobilität
Dazu gehören Kosten für Veranstaltungen im Isernhagenhof für bedürftige Senioren. Zusammen mit der Gemeinde Isernhagen, der evangelischen Kirchengemeinde St. Marien in KB und dem Sozialverband Deutschland (SoVD), Ortsverband Isernhagen, entwickelte die BSI das am 1. Juni 2014 gestartete Projekt „Isernhagen macht mobil“. Ziel des Projektes ist es, Personen aus dem Kreis der Senioren der Gemeinde, die öffentliche Sozialleistungen erhalten, eine Fahrt mit dem Taxi zu bestimmten Zielen bei geringer Selbstbeteiligung zu ermöglichen.
Helfernetzwerk
Die Bürgerstiftung Isernhagen und die Gemeinde Isernhagen initiierten die Bildung des Helfernetzwerks Isernhagen, das am 17. Dezember 2013 gegründet wurde. Es dient der Begrüßung und Hilfe bei der Integration von Flüchtlingen. Das Team des Helfernetzwerks besteht aus ehrenamtlich tätigen Isernhagener Bürgern, Organisationen wie dem Roten Kreuz, der Tafel, der BSI und Mitgliedern der Gemeindeverwaltung. Sprecherin des Helfernetzwerks für Flüchtlinge in Isernhagen ist Barbara Schindewolf-Lensch. Dessen Arbeit findet mittlerweile deutschlandweite Beachtung und wurde u. a. durch eine Einladung durch die Beauftragte der Bundesregierung für Migration, Flüchtlinge und Integration, Aydan Özoğuz, zu einem Empfang nach Berlin gewürdigt. Mittlerweile hat sich das Helfernetzwerk unter Leitung von Barbara Schindewolf-Lensch zu einer breit unterstützten Organisation mit einer Fülle erfolgreich abgeschlossener Projekte entwickelt. Das Budget und die Zahl der Helfer sind 2014 und 2015 stark gewachsen. Ausgaben entstanden im Wesentlichen für Einzelprojekte zur Unterstützung von Flüchtlingsfamilien und durch Sprachförderung. Im September 2014 wurde auf dem Arbeitskreis Bürgerstiftungen in Aachen das Helfernetzwerk der Bürgerstiftung Isernhagen im Beisein des BaMF als Modellprojekt vorgestellt.

## Ertragsprojekte
Schlemmerabend
Der vom Real-Markt Altwarmbüchen ausgerichtete „Schlemmerabend“ ist eines der wichtigsten Ertragsprojekte. Zu diesen kulinarischen Höhepunkten kamen in den vergangenen Jahren jeweils rund 500 Besucher; die Erlöse der erfolgreichen Veranstaltungen kommen der Bürgerstiftung in voller Höhe zugute. Der erste Schlemmerabend nach dem Umbau des A2-Centers fand im Mai 2015 statt.
Golfturnier
Das traditionell mit dem Golfclub Isernhagen veranstaltete Benefiz-Golfturnier um den Preis der Bürgerstiftung fand am 27. September 2015 bereits zum zehnten Mal statt. Bei der Jubiläumsauflage des Golfturniers der Bürgerstiftung waren fast 100 Spieler auf dem Platz des Golfclubs Isernhagen unterwegs. Von den Erlösen werden verschiedene Projekte in Isernhagen, so z. B. Technikprojekte an Realschule und Gymnasium Isernhagen, Freizeitprojekte für die Bewohner des Behindertenwohnheims Gut Lohne oder das neue Raseneisensteinstipendium für junge Isernhagener Bürger, gefördert. Das 11. Golfturnier um den Preis der Bürgerstiftung Isernhagen ist für den 25. September 2016 geplant.
Adventloskalender der BSI
Seit etwa 10 Jahren gestaltet und verkauft die BSI einen Adventloskalender, mit dem mit etwas Glück hochattraktive Preise gewonnen werden können. Die Auflage liegt bei 4.200 Stück, die Höhe der eingeworbenen Preise um 10.000 €. Die durch den Verkauf des Kalenders erzielten Einnahmen kommen der Bürgerstiftung in voller Höhe zugute.

## Auszeichnungen

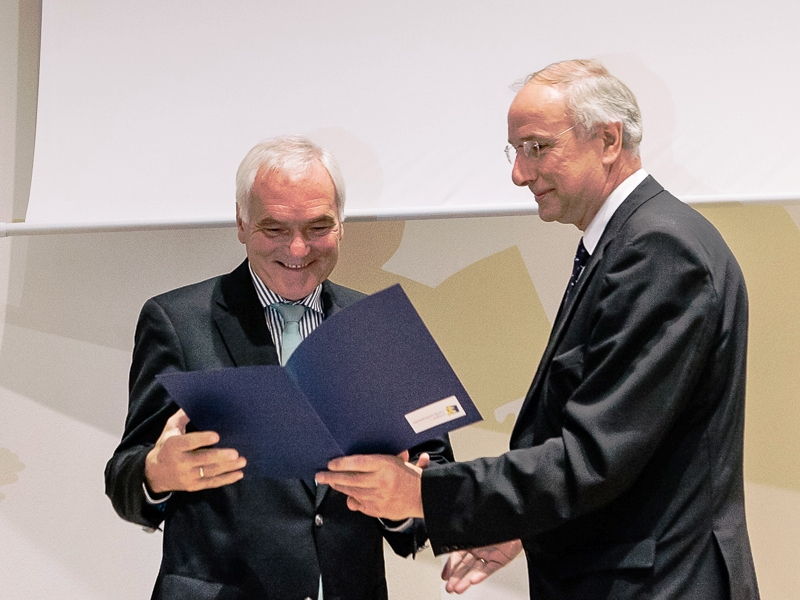
Wilhelm Krull (rechts) übergibt die Urkunde zum Gütesiegel des Arbeitskreises Bürgerstiftunge an Michael Koch (BSI)

- Gütesiegel: Der Bürgerstiftung Isernhagen wurde das Gütesiegel des Bundesverband Deutscher Stiftungen erstmals am 1. Oktober 2005 und seitdem regelmäßig, zuletzt 2013, zuerkannt. Der feierliche Akt der Verleihung, zu dem auch andere mit der Auszeichnung bedachten Bürgerstiftungen eingeladen waren, fand am 1. Oktober 2013 im Rahmen des 1. Europäischen Stiftungstages im neu errichteten Schloss Herrenhausen statt.[4] Der damalige Vorstandsvorsitzende Michael Koch nahm dort die Auszeichnung aus der Hand des Vorsitzenden des Bundesverbandes deutscher Stiftungen, Wilhelm Krull, entgegen. Darüber hinaus wurde der Bürgerstiftung Isernhagen zum Tag des Ehrenamtes am 8. November 2013 von der Gemeinde Isernhagen der Bürgerpreis der Gemeinde verliehen[5].
- Ehrenpreis der BSI: die Verleihung des Ehrenpreises für bürgerschaftliches Engagement ist einer der Fixpunkte der Arbeit der BSI. Der Preis wird jährlich an eine verdiente Persönlichkeit der Gemeinde verliehen.